# فرانك كومبز
فرانك كومبز هو دبلوماسي وأمين مكتبة ومحامي وسياسي أمريكي، ولد في 27 ديسمبر 1853 في نابا في الولايات المتحدة، وتوفي بنفس المكان في 5 أكتوبر 1934. نشط حزبياً في الحزب الجمهوري. وقد انتخب عضو مجلس النواب الأمريكي ‏.